# Erka
Erka is een Duits historisch merk van motorfietsen.
De bedrijfsnaam was: Schwarzwälder Maschinen- und Fahrzeuggesellschaft, Schwabach bei Nürnberg.
Dit was een fabriek die weinig succes had met haar 270cc-tweetakt-motorfietsen. De productie begon in 1924, toen er al honderden jonge Duitse motorfietsmerken waren. Dat maakte de concurrentie groot, vooral voor bedrijven die hun eigen motoren maakten in plaats van de veel goedkopere inbouwmotoren van andere merken te kopen. Ekra beëindigde de productie in 1925, het jaar dat ruim 150 van deze kleine merken verdwenen.